# Ted Griffioen
Ted Griffioen (Zoeterwoude, 1 april 1985) is een Nederlandse cabaretier, stand-upcomedian en muzikant.

## Biografie
Griffioen is geboren en getogen in Zoeterwoude, een dorp aan de rand van Leiden. In 2003 wint hij de 3e prijs bij de Comedy School, een stand-up wedstrijd voor jong talent. In 2004 schrijft hij zich in voor het Leids Cabaret Festival, waarbij hij de halve finale haalt.
Datzelfde jaar schrijft Griffioen zich in voor de Cameretten 2004, waarbij hij in het Nieuwe Luxor de publieksprijs wint. Met zijn 1e programma 'The Blues' speelde hij in theaters door het land en deed hij gastoptredens bij de Comedy Explosion.